# Голуб (новине)
Голуб, илустровани лист за српску младеж са сликама, излазио је у Сомбору у периоду од 11. јануара 1879. године, до двоброја 11/12 (новембар-децембар) из 1913. године. Пуних 28 година га је уређивао, учитељ и управитељ Српске више дјевојачке школе, Јован Благојевић (1879—1906). Благојевића је на мјесту уредника наслиједио Коста Стојачић (1907-1914). Голуб је издавала књижарница Миливоја Каракашевића. До броја 1 из 1909. године, лист се штампао у штампарији Фердинада Битермана, а потом у штампарији Владимира П. Бајића. Од броја 1 из 1910. године, бригу о штампању листа преузела је штампарија M. Бикара и другова. Двоброј 1/2 из 1913. године штампан је у штампарији Владимира Бајића, да би штампање лисљежио промјене у поднаслову, па је тако у броју 1 из 1898. године био насловљен као илустровани лист за српску младеж са сликама, од броја 1 из 1902. године, лист са сликама за српску младеж, а од броја 1 из 1909. године, лист за српску младеж.

## Покретање и програм
Голуб је покренут 1879. године, у часу када Срби нису имали други дјечји лист, излазећи једанпут месечно, а од 1892. два пута, избројао је у свом дугом лету 35 година, док се није угасио у освит Првог свјетског рата. Голуб је доносио књижевне прилоге и занимљивости из разних области, кратке прегледе нових бројева појединих српских листова и часописа, приказе нових књига, а његовао је и поуку и родољубиво осећање.

## Излажење и тираж
Голуб је излазио од јануара 1879. године до двоброја новембар-децембар 1913. године. Од броја 1 из 1892. године излазио је два пута мјесечно, од 1893. до 1897. године излази паралелно једанпут и двапут мјесечно. Године 1898, па до 1910. излази у 20 бројева, сем јула и августа, а од броја 1 из 1911. године излази у 12 бројева. Током излажења мијењао је формат (22 цм—27 цм). У почетку је имао тираж од 3.000 примјерака и издржавао се новцем од претплате. Своје читаоце је налазио у свим крајевима Српства.

## Сарадници и план листа
Голуб је на својим страницама окупљао готово цијелу модерну српску књижевност. У њему су радове објављивали Мита Поповић, Владимир М. Јовановић, Војислав Илић, Јован Дучић, Алекса Шантић, Бранислав Нушић, Светозар Ћоровић, Борисав Станковић, Милош Црњански, Јаша Продановић, Вељко Милићевић, Мило Јововић, Секула Дрљевић и други.

## Рубрике
- Кратке поуке
- Сећајмо се
- Белешке
- Одгонетке
- Књижевност
- Голубови коштуњци: Рачунски задаци, Загонетке у квадратима, Коњички скок...

## Галерија
- Голуб; Садржај листа, јануар 1900.